# Harold Hotelling
Harold Hotelling (* 29. September 1895 in Fulda, Minnesota; † 26. Dezember 1973 in Chapel Hill (North Carolina)) war ein US-amerikanischer Statistiker und Volkswirt.
Hotelling verbrachte den größten Teil seiner Kindheit in Seattle. Nach dem Bachelor in Journalismus im Jahr 1919 beendete er 1921 ein Studium der Mathematik an der University of Washington mit dem akademischen Grad eines Master. 1924 promovierte er an der Princeton University (Three-Dimensional Manifolds of States of Motion), danach war er als Wissenschaftler an der Stanford University tätig. Zwischen 1931 und 1946 forschte er an der Columbia University, bevor er Mitbegründer des ersten Fachbereichs für Statistik in den Vereinigten Staaten an der University of North Carolina at Chapel Hill war. Dort lehrte er bis zu seinem Tod.
Hotelling gilt als einer der wichtigsten Statistiker und Ökonomen des frühen 20. Jahrhunderts. Insbesondere in der Grundlegung der multivariaten Statistik war sein Einfluss groß, unter anderem führte er in den 1930er Jahren die Konzepte der kanonischen Korrelationsanalyse und der Hauptkomponentenanalyse ein. Nach ihm benannt ist Hotellings T-Quadrat-Verteilung. 
1970 wurde Hotelling in die National Academy of Sciences gewählt, im Jahr 1972 wurde ihm der North Carolina Award verliehen.

## Schriften (Auswahl)
- A General Mathematical Theory of Depreciation. In: Journal of the American Statistical Association. Band 20, Nummer 151, 1925, S. 340–353, JSTOR:2965518.
- Differential Equations Subject to Error, and Population Estimates. In: Journal of the American Statistical Association. Band 22, Nummer 159, 1928, S. 283–314, JSTOR:2276800.
- mit Holbrook Working: Applications of the Theory of Error to the Interpretation of Trends. In: Journal of the American Statistical Association. Band 24, Nummer 165, 1929, S. 73–86, JSTOR:2277011.
- Stability in Competition. In: The Economic Journal. Band 39, Nummer 153, 1929, S. 41–57.
- The Economics of Exhaustible Resources. In: The Journal of Political Economy. Band 39, Nummer 2, 1931, S. 137–175.
- The Generalization of Student’s Ratio. In: The Annals of Mathematical Statistics. Band 2, Nr. 3, 1931, S. 360–378, doi:10.1214/aoms/1177732979, JSTOR:2957535.
- Edgeworth’s Taxation Paradox and the Nature of Demand and Supply Functions. In: The Journal of Political Economy. Band 40, Nummer 5, 1932, S. 577–616, JSTOR:1822600.
- Analysis of a Complex of Statistical Variables with Principal Components. In: Journal of Educational Psychology. Band 24, Nummer 6, 1933, S. 417–441, doi:10.1037/h0071325; Nummer 7, 1933, S. 498–5201, doi:10.1037/h0070888.
- Demand Functions with Limited Budgets. In: Econometrica. Band 3, Nummer 1, 1935, S. 66–78, JSTOR:1907346.
- The most predictable criterion. In: Journal of Educational Psychology. Band 26, Nummer 2, 1935, S. 139–142, doi:10.1037/h0058165.
- Relation Between Two Sets of Variates. In: Biometrika. Band 28, Nummer 3/4, 1936, S. 321–377, JSTOR:2333955.
- mit Margaret Richards Pabst: Rank Correlation and Tests of Significance Involving no Assumption of Normality. In: American Mathematical Statistics. Band 7, Nummer 1, 1936, S. 29–43, doi:10.1214/aoms/1177732543.
- The General Welfare in Relation to Problems of Taxation and of Railway and Utility Rates. In: Econometrica. Band 6, Nummer 3, 1938, S. 242–269, JSTOR:1907054.
- A generalized {\displaystyle T} Test and measure of multivariate dispersion. In: Proceedings of the Berkeley Symposium on Mathematical Statistics and Probability. Band 2, 1951, S. 23–41, (online).
- Abraham Wald. In: The American Statistician. Band 5, Nummer 1, 1951, S. 18–19, JSTOR:2685920.